# 키퀴트

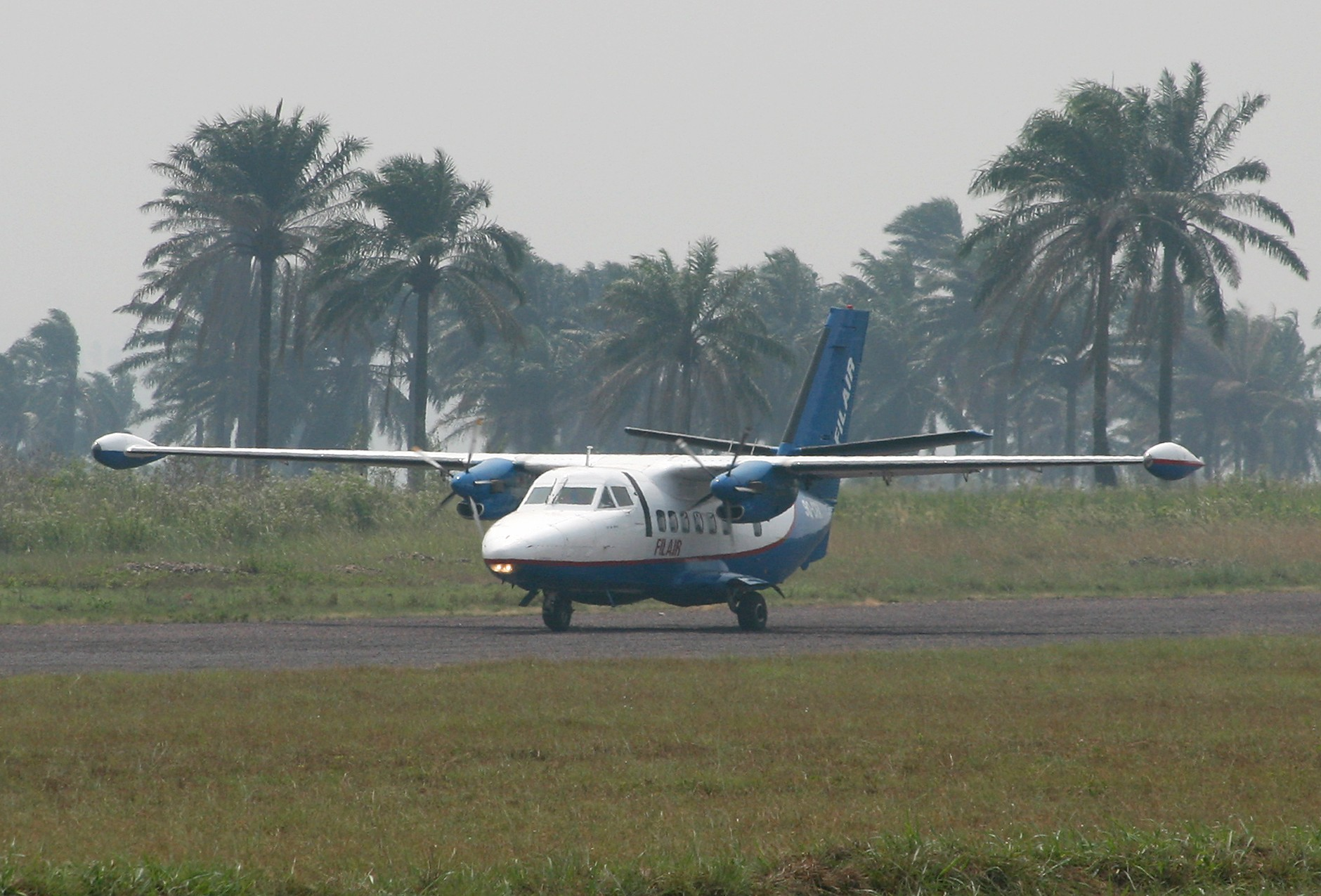

키퀴트(Kikwit)는 콩고 민주 공화국 남서부 반둔두 주에 위치한 도시로, 인구는 294,210명(2004년 기준)이다. 콩고강의 지류인 퀼루 강과 접하며 킨샤사(콩고 민주 공화국의 수도)를 연결하는 도로가 지나간다. 1995년 이 곳 인근 지역에서 에볼라 바이러스가 확산되어 317명이 감염되었고 245명이 사망했다.